# ノーマン・プリチャード
ノーマン・ギルバート・プリチャード(Norman Gilbert Pritchard、1875年6月23日 - 1929年10月31日)は、インドの陸上競技選手。プリチャードはカルカッタの出身でイギリス人の血を引いており、オリンピック後の1905年にはイギリスに移住した。

## 経歴
プリチャードはオリンピックに参加した最初のインド人である。さらにオリンピックで最初にメダルを獲得したインド人であり、アジア人である。彼は1900年パリオリンピックの200mでアメリカのウォルター・テュークスベリーに次いで2位となる。さらに200mハードルでも有名なアルビン・クレンツレーンに次いで2位となり、2個の銀メダルを獲得した。
200mハードルでは予選で26.8秒の世界新記録を樹立し、クレンツレーンよりもよいタイムで決勝に進出したが、決勝ではクレンツレーンが25秒4をマークし、プリチャードの記録は破られ、銀メダルに終わる。彼はほかにも110mハードルに出場し、決勝に進出するが途中棄権している。さらに60mと100mでは予選落ちという結果に終わっている。
2005年に国際陸連が発表した2004年アテネオリンピックの記録において、プリチャードはイギリスから出場したことになっていた。オリンピックの研究者が調査したところによると、プリチャードは1900年のイギリスの競技会の結果によってオリンピックに選ばれていたのである。しかし、国際オリンピック委員会は、現在でも、プリチャードはインド代表であるとの立場をとっている。
プリチャードは1905年にイギリスに移住した後、アメリカに移り、サイレント映画の役者となった。